# Sevilla la Nueva
Sevilla la Nueva è un comune spagnolo di 4 499 abitanti situato nella comunità autonoma di Madrid.